# M1G
M1G — гетероциклическая молекула, образующая аддукты с ДНК. Возникает при реакции малонового диальдегида, конечного продукта перекисного окисления жиров, с гуанозином. Механизмы эксцизионной репарации нуклеотидов позволяют организму избавиться от образующихся ДНК-аддуктов, однако при нарушении системы репарации ДНК или неспособности последней удалить аддукты, могут возникнуть мутации, приводящие к развитию опухолей.
M1G является распространённым в организме человека эндогенным составляющим ДНК-аддуктов. В печени, лейкоцитах, поджелудочной железе и тканях груди отмечена его концентрация на уровне 1-120 на 108 нуклеотидов.